# Dodona confluens
Dodona confluens är en fjärilsart som beskrevs av Corbet 1941. Dodona confluens ingår i släktet Dodona och familjen Riodinidae. Inga underarter finns listade i Catalogue of Life.